# 천본앵 (노래)
〈천본앵〉(일본어: 千本桜, 직역: '천 그루의 벚나무')은 2011년 일본의 음악 프로듀서 쿠로우사P가 보컬로이드 2 하츠네 미쿠를 사용하여 작사, 작곡한 곡이다. 2011년 9월 17일에 니코니코 동화를 통해 공개되었다.

## 차트
| 차트                       | 최고 순위 |
| -------------------------- | --------- |
| 오리콘 앨범 차트           | 56        |
| 빌보드 재팬 톱 앨범 세일즈 | 48        |